# Jean Baptiste Loeillet de Gant
Jean Baptiste Loeillet, znany jako Loeillet de Gant (ochrzczony 6 lipca 1688 w Gandawie, zm. około 1720 w Lyonie) – flamandzki kompozytor.

## Życiorys
Kuzyn Jeana Baptiste’a Loeillet of London. O jego życiu wiadomo niewiele, przypuszczalnie działał głównie we Francji. Służył w Lyonie na dworze arcybiskupa Paula-François de Neufville de Villeroy.
Opublikował 4 zbiory sonat na flet prosty (ok. 1710, 1714, 1715, 1716) oraz zbiór sonat triowych (1717). Jego kompozycje, utrzymane w stylu sonaty da chiesa, nawiązują do twórczości Arcangelo Corellego.